# 库洛涅
库洛涅（法語：Coulogne，法語發音：[kulɔɲ]）是法国上法蘭西大區加来海峡省的一个市镇，属于加来区。

## 地理
库洛涅（50°55'27"N, 1°53'6"E）面积9.16 平方千米，位于法国上法蘭西大區加来海峡省，该省份为法国北部沿海省份，西北濒北海，南至索姆省，东临北部省。
与库洛涅接壤的市镇（或旧市镇、城区）包括：加来、马克、莱萨塔克、科凯勒、阿姆-布克尔。

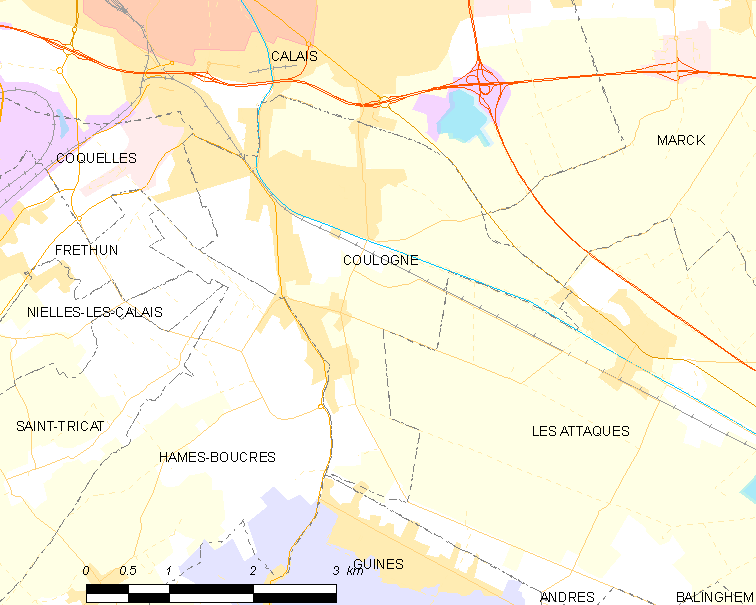
库洛涅的OSM定位图

库洛涅的时区为UTC+01:00、UTC+02:00（夏令时）。

## 行政
库洛涅的邮政编码为62137，INSEE市镇编码为62244。

## 政治
库洛涅所属的省级选区为加来第二县。

## 人口

1962-2008年间库洛涅人口变化图示

库洛涅于2022年1月1日时的人口数量为5403人。